# Timothée Anciaume
Timothée Anciaume (né le 31 août 1978) est un cavalier français de saut d'obstacles originaire de Rouen. Il est révélé sur la scène internationale en 2009 avec ses chevaux de tête, Jarnac, Litsam et Lamm de Fétan, désormais vendus. Il est licencié au Centre équestre de Mont-Saint-Aignan, en Seine-Maritime. À la tête de son piquet de chevaux se trouvent les Selles Français Padock du Plessis, un étalon gris des Haras Nationaux, et Quarnac du Mesnil (fils de Jarnac). Timothée Anciaume est marié et a deux enfants, une fille et un garçon.

## Palmarès
- 1988 : Champion de France Poneys
- 2002 : 2e du Grand Prix du CSIO de Budapest (Hongrie)
- 2004 : vainqueur du Grand Prix international de Dinard
- 2007 : 3e du Grand Prix et 1er de la Coupe des Nations du CSI-5* de Gijón (Espagne) avec Jarnac.
- 2008 : 2e de la Coupe des Nations du CSIO de Lummen (Belgique) avec Jarnac, vainqueur du Grand Prix du CSI-4* de Bourg-en-Bresse, 2e du Grand Prix du CSI-4* de Franconville et 5e du Grand Prix Coupe du monde du CSI-W de Stuttgart (Allemagne) avec Lamm de Fétan.
- 2009 : membre de l'équipe vainqueur de la Meydan Nations Cup, vainqueur des Coupes des nations du CSIO-5* d'Aix-la-Chapelle (Allemagne) et du CSIO-4* de Lummen (Belgique), 5e par équipe et 21e en individuel aux Championnats d'Europe de Windsor (Grande-Bretagne), 6e du Grand Prix du CSI-5* de Paris et 4e du Grand Prix Coupe du monde du CSI-W de Londres-Olympia (Grande-Bretagne) avec Lamm de Fétan, vainqueur du Grand Prix du CSI-4* de Chantilly avec Jarnac.
- 2010 : vainqueur du Grand Prix Global Champions Tour de Valence (Espagne) avec Lamm de Fétan.
- 2014 : Champion de France Pro élite avec Quorioso Pre Noir-JO/JEM au Master pro de saut d'obstacles[1]